# Joseph Alexander Fernandes
Joseph Alexander Fernandes (1889 - 1967) là một Giám mục người Ấn Độ của Giáo hội Công giáo Rôma. Ông nguyên là Tổng giám mục chính tòa Tổng giáo phận Delhi and Simla (sau đổi thành Tổng giáo phận Delhi). Trước đó, ông còn đảm nhận nhiều vị trí khác như Giám mục Phụ tá Tổng giáo phận Calcutta và Giám quản Tông Tòa Giáo phận Simla and Chandigarh.

## Tiểu sử
Tổng giám mục Joseph Alexander Fernandes sinh ngày 12 tháng 4 năm 1889 tại Bangalore, Ấn Độ. Sau quá trình tu học dài hạn tại các cơ sở chủng viện theo quy định từ phía Giáo luật, ngày 19 tháng 12 năm 1914, Phó tế Alexander Fernandes, 25 tuổi, tiến đến việc được truyền chức linh mục. Trong thời gian làm Tổng giám mục Delhi, ông cũng tham dự đầy đủ bốn giai đoạn của Công đồng Vatican II trên tư cách là một nghị phụ.
Sau hơn ba mươi lăm năm thực hiện các công việc mục vụ trên tư cách là một linh mục, linh mục Fernandes hẳn có kinh nghiệm dày dặn với vấn đề quản lý. Ngày 24 tháng 1 năm 1949, tin tức từ Tòa Thánh loan báo việc Giáo hoàng đã quyết định bổ sung và tuyển lực linh mục Joseph Alexander Fernandes, 60 tuổi, gia nhập vào hàng ngũ các giám mục, cụ thể với chức danh Giám mục Phụ tá Tổng giáo phận Calcutta và danh hiệu Giám mục Hiệu tòa Aphnaeum. Lễ tấn phong cho vị tân chức được cử hành cách trọng thể sau dó vào ngày 1 tháng 5 cùng năm, với phần chính yếu của nghi thức truyền chức do ba giáo sĩ cấp cao đảm nhận. Chủ phong cho vị giám mục tân cử là Tổng giám mục Ferdinand Périer, S.J, Tổng giám mục của Calcutta. Hai vị khác với vai trò phụ phong gồm Giám mục Oscar Sevrin, S.J., Giám mục chính tòa Giáo phận Ranchi và Giám mục Thomas Pothacamury (Pothakamuri), Giám mục chính tòa Giáo phận Bangalore.
Gần hai năm sau ngày tấn phong cho Giám mục Fernandes làm Giám mục phụ tá Calcutta, ngày 12 tháng 4 năm 1951, Tòa Thánh cho công bố một quyết định bất ngờ, đó là thăng Giám mục Joseph Alexander Fernandes làm Tổng giám mục chính tòa Tổng giáo phận Delhi and Simla. Tám năm sau đó, ngày 4 tháng 6 năm 1959, Tòa Thánh cho biết đã chấp thuận việc đổi tên Tổng giáo phận Delhi and Simla thành Tổng giáo phận Delhi và nêu lên quan điểm tái bổ nhiệm Tổng giám mục Fernandes vào vị tr1i quản lí, với chức danh  chính thức là Tổng giám mục Tổng giáo phận Delhi.
Sau mười sáu năm trên cương vị người lãnh đạo Tổng giáo phận Delhi and Simla, sau đó mang tên Delhi, Tổng giám mục Joseph Alexander Fernandes qua đời ngày 16 tháng 9 năm 1967, thọ 78 tuổi. Trong thời gian làm Tổng giám mục Delhi, ông cũng tham dự đầy đủ bốn giai đoạn của Công đồng Vatican II trên tư cách là một nghị phụ.